# Parti écologiste « Les Verts »
Pour les articles homonymes, voir Les Verts et Parti écologiste (homonymie).
Le Parti écologiste « Les Verts » (en portugais : Partido Ecologista « Os Verdes »), plus couramment appelé Les Verts (en portugais : Os Verdes), abrégé en PEV, est un parti politique portugais écologiste.
Son symbole est le tournesol. Allié depuis 1987 avec le Parti communiste portugais au sein de la Coalition démocratique unitaire (CDU), il a pour sobriquet « melancias » (« pastèque »), parce qu'elle est verte à l'extérieur et rouge à l'intérieur.

## Histoire du parti
Différents facteurs ont conduit, dans les années 1970, à l'apparition d'un mouvement écologiste: les nouveaux problèmes écologiques que connaissaient le monde (l'effet de serre, le trou dans la couche d'ozone) et le manque de conscience de ces problèmes dans la société portugaise.
La création d'un parti écologiste devait pallier ce manque et créer une présence écologiste dans la société portugaise. Les Verts ont été créés en 1982, d'abord sous le nom de Movimiento Ecologista Português - Partido Os Verdes. Le parti créa des groupes régionaux juste après sa fondation, et ces groupes ne cessèrent de croître depuis.
En 1987, les Verts forment une alliance électorale avec le Parti communiste portugais nommée Coalition démocratique unitaire (CDU).
En 1989, un mouvement de jeunesse appelé Ecolojovem a été fondé. Il est aujourd'hui membre des jeunes Verts européens.
La croissance du parti à travers le pays permit à nombre de ses membres de figurer sur les listes électorales de la CDU, certains étant élus pour des mandats très variés: il y a désormais deux Verts au Parlement portugais et une cinquantaine d'élus au niveau local. Ils siègent également à la Commission nationale des élections et au Conseil national de l'éducation.
En 2015, les Verts apportent leur soutien parlementaire sans participation gouvernementale au Premier ministre socialiste Antonio Costa afin d'éviter la poursuite des politiques d’austérité.
Le parti édite également un journal, la Feuille verte (Folha Verda) qui a reçu plusieurs prix pour son design et son style uniques.

## Personnalités
- Heloísa Apolónia, députée.
- Francisco Lopes, député.

## Résultats électoraux

### Élections législatives
| Année | Coalition | Voix    | %    | Mandats |
| ----- | --------- | ------- | ---- | ------- |
| 1987  | CDU       | 685 109 | 12,2 | 2 / 250 |
| 1991  | CDU       | 501 840 | 8,8  | 2 / 230 |
| 1995  | CDU       | 504 07  | 8,6  | 2 / 230 |
| 1999  | CDU       | 483 716 | 9,0  | 2 / 230 |
| 2002  | CDU       | 378 640 | 7,0  | 2 / 230 |
| 2005  | CDU       | 432 009 | 7,6  | 2 / 230 |
| 2009  | CDU       | 446 994 | 7,9  | 2 / 230 |
| 2011  | CDU       | 441 147 | 7,9  | 2 / 230 |
| 2015  | CDU       | 445 890 | 8,3  | 2 / 230 |
| 2019  | CDU       | 332 473 | 6,3  | 2 / 230 |
| 2022  | CDU       | 242 478 | 4,3  | 0 / 230 |
| 2024  | CDU       | 205 551 | 3,3  | 0 / 230 |
| 2025  | CDU       | 183 686 | 3,0  | 0 / 230 |

### Élections locales
| Année | Coalition | Votes   | %    | Mandats |
| ----- | --------- | ------- | ---- | ------- |
| 1985  | APU       | 942 147 | 19,4 | 305     |
| 1989  | CDU       | 633 682 | 12,8 | 252     |
| 1993  | CDU       | 689 928 | 12,8 | 246     |
| 1997  | CDU       | 643 956 | 12,0 | 236     |
| 2001  | CDU       | 557 481 | 10,6 | 202     |
| 2005  | CDU       | 590 496 | 11,0 | 203     |
| 2009  | CDU       | 537 329 | 9,7  | 174     |
| 2013  | CDU       | 552 690 | 11,1 | 213     |
| 2017  | CDU       |         |      |         |

### Élections européennes
| Année | Coalition | Votes   | %    | Sièges | Groupe              |
| ----- | --------- | ------- | ---- | ------ | ------------------- |
| 1987  | CDU       | 646 640 | 11,5 | 0 / 24 | Extra-parlementaire |
| 1989  | CDU       | 594 961 | 14,4 | 1 / 24 | Verts               |
| 1994  | CDU       | 339 283 | 11,2 | 0 / 25 | Extra-parlementaire |
| 1999  | CDU       | 357 575 | 10,3 | 0 / 25 | Extra-parlementaire |
| 2004  | CDU       | 309 406 | 9,1  | 0 / 24 | Extra-parlementaire |
| 2009  | CDU       | 379 651 | 10,7 | 0 / 22 | Extra-parlementaire |
| 2014  | CDU       | 416 377 | 12,7 | 0 / 21 | Extra-parlementaire |
| 2019  | CDU       | 228 156 | 7,0  | 0 / 21 | Extra-parlementaire |